# Lotta greco-romana ai Giochi della XXVIII Olimpiade - 96 kg
Il torneo si è svolto il 25 e il 26 agosto.
Legenda:
- TO — Vittoria per KO
- SP — Vittoria di superiorità, 10 punti di differenza, sconfitto con punti
- ST — Vittoria di superiorità, 10 punti di differenza, sconfitto senza punti
- PP — Vittoria ai punti, sconfitto con punti tecnici
- PO — Vittoria ai punti, sconfitto senza punti tecnici
- PA — Vittoria per squalifica dell'avversario
- DQ — Vittoria per rinuncia dell'avversario
- CP — Punti di classifica
- TP — Punti tecnici

## Gironi di qualificazione

### Girone 1
| Posizione | Lottatore          | Paese       | W | L | CP | TP |
| --------- | ------------------ | ----------- | - | - | -- | -- |
| 1         | Georgi Koguashvili | Russia      | 2 | 0 | 6  | 8  |
| 2         | Siarhei Lishtvan   | Bielorussia | 1 | 1 | 4  | 0  |
| 3         | Martin Lidberg     | Svezia      | 0 | 2 | 1  | 1  |

| Rosso              | Blu                | CP  |    | TP  |
| ------------------ | ------------------ | --- | -- | --- |
| Georgi Koguashvili | Martin Lidberg     | 3-1 | PP | 3-1 |
| Siarhei Lishtvan   | Georgi Koguashvili | 0-3 | PO | 0-5 |
| Martin Lidberg     | Siarhei Lishtvan   | 0-4 | PA |     |

### Girone 2
| Posizione | Lottatore      | Paese    | W | L | CP | TP |
| --------- | -------------- | -------- | - | - | -- | -- |
| 1         | Ramaz Nozadze  | Georgia  | 2 | 0 | 6  | 6  |
| 2         | Mirko Englich  | Germania | 1 | 1 | 4  | 4  |
| 3         | Davyd Saldadze | Ucraina  | 0 | 2 | 2  | 2  |

| Rosso          | Blu            | CP  |    | TP  |
| -------------- | -------------- | --- | -- | --- |
| Ramaz Nozadze  | Mirko Englich  | 3-1 | PP | 3-1 |
| Davyd Saldadze | Ramaz Nozadze  | 1-3 | PP | 1-3 |
| Mirko Englich  | Davyd Saldadze | 3-1 | PP | 3-1 |

### Girone 3
| Posizione | Lottatore       | Paese        | W | L | CP | TP |
| --------- | --------------- | ------------ | - | - | -- | -- |
| 1         | Genadi Chhaidze | Kirghizistan | 2 | 0 | 7  | 15 |
| 2         | Kaloyan Dinchev | Bulgaria     | 1 | 1 | 5  | 13 |
| 3         | John Tarkong Jr | Palau        | 0 | 2 | 0  | 0  |

| Rosso           | Blu             | CP  |    | TP   |
| --------------- | --------------- | --- | -- | ---- |
| John Tarkong Jr | Genadi Chhaidze | 0-4 | ST | 0-10 |
| Kaloyan Dinchev | John Tarkong Jr | 4-0 | ST | 11-0 |
| Genadi Chhaidze | Kaloyan Dinchev | 3-1 | PP | 5-2  |

### Girone 4
| Posizione | Lottatore          | Paese    | W | L | CP | TP |
| --------- | ------------------ | -------- | - | - | -- | -- |
| 1         | Masoud Hashemzadeh | Iran     | 2 | 0 | 7  | 7  |
| 2         | Mindaugas Ezerskis | Lituania | 1 | 1 | 3  | 6  |
| 3         | Petru Sudureac     | Romania  | 0 | 2 | 2  | 3  |

| Rosso              | Blu                | CP  |    | TP   |
| ------------------ | ------------------ | --- | -- | ---- |
| Petru Sudureac     | Masoud Hashemzadeh | 1-3 | PP | 2-2  |
| Mindaugas Ezerskis | Petru Sudureac     | 3-1 | PP | 3-1  |
| Masoud Hashemzadeh | Mindaugas Ezerskis | 4-0 | TO | 4:43 |

### Girone 5
| Posizione | Lottatore         | Paese      | W | L | CP | TP |
| --------- | ----------------- | ---------- | - | - | -- | -- |
| 1         | Mehmet Özal       | Turchia    | 2 | 0 | 6  | 7  |
| 2         | Aleksey Cheglakov | Uzbekistan | 1 | 1 | 3  | 3  |
| 3         | Igors Kostins     | Lettonia   | 0 | 2 | 1  | 2  |

| Rosso             | Blu               | CP  |    | TP  |
| ----------------- | ----------------- | --- | -- | --- |
| Aleksey Cheglakov | Igors Kostins     | 3-1 | PP | 3-2 |
| Mehmet Özal       | Aleksey Cheglakov | 3-0 | PO | 3-0 |
| Igors Kostins     | Mehmet Özal       | 0-3 | PO | 0-5 |

### Girone 6
| Posizione | Lottatore     | Paese       | W | L | CP | TP |
| --------- | ------------- | ----------- | - | - | -- | -- |
| 1         | Ernesto Peña  | Cuba        | 2 | 0 | 6  | 8  |
| 2         | Lajos Virág   | Ungheria    | 1 | 1 | 4  | 5  |
| 3         | Steven Lowney | Stati Uniti | 0 | 2 | 1  | 2  |

| Rosso         | Blu           | CP  |    | TP  |
| ------------- | ------------- | --- | -- | --- |
| Steven Lowney | Ernesto Peña  | 1-3 | PP | 1-3 |
| Lajos Virág   | Steven Lowney | 3-0 | PO | 4-0 |
| Ernesto Peña  | Lajos Virág   | 3-1 | PP | 5-1 |

### Girone 7
| Posizione | Lottatore             | Paese      | W | L | CP | TP |
| --------- | --------------------- | ---------- | - | - | -- | -- |
| 1         | Karam Gaber           | Egitto     | 3 | 0 | 10 | 20 |
| 2         | Georgios Koutsioumpas | Grecia     | 2 | 1 | 7  | 13 |
| 3         | Marek Sitnik          | Polonia    | 1 | 2 | 4  | 5  |
| 4         | Asset Mambetov        | Kazakistan | 0 | 3 | 0  | 0  |

| Rosso                 | Blu            | CP  |    | TP   |
| --------------------- | -------------- | --- | -- | ---- |
| Georgios Koutsioumpas | Asset Mambetov | 3-0 | PO | 4-0  |
| Karam Gaber           | Marek Sitnik   | 3-0 | PO | 6-0  |
| Georgios Koutsioumpas | Karam Gaber    | 1-3 | PP | 6-11 |
| Asset Mambetov        | Marek Sitnik   | 0-3 | PO | 0-3  |
| Georgios Koutsioumpas | Marek Sitnik   | 3-1 | PP | 3-2  |
| Asset Mambetov        | Karam Gaber    | 0-4 | TO | 1:28 |

## Tabellone a eliminazione
|  | Quarti di finale   | Quarti di finale   |                |             | Semifinali                | Semifinali                |  |  | Finale         | Finale |
|  |                    |                    |                |             |                           |                           |  |  |                |        |
|  | 25 agosto 2004     |                    |                |             |                           |                           |  |  |                |        |
|  |                    |                    |                |             |                           |                           |  |  |                |        |
|  | Georgi Koguashvili | 0                  |                |             |                           |                           |  |  |                |        |
|  | Georgi Koguashvili | 0                  | 26 agosto 2004 |             |                           |                           |  |  |                |        |
|  | Ramaz Nozadze      | 3                  |                |             |                           |                           |  |  |                |        |
|  | Ramaz Nozadze      | 3                  | Ramaz Nozadze  | 4           |                           |                           |  |  |                |        |
|  | 25 agosto 2004     |                    | Ramaz Nozadze  | 4           |                           |                           |  |  |                |        |
|  |                    | Masoud Hashemzadeh | 2              |             |                           |                           |  |  |                |        |
|  | Genadi Chhaidze    | Masoud Hashemzadeh | 2              | 1           |                           |                           |  |  |                |        |
|  | Genadi Chhaidze    |                    | 26 agosto 2004 | 1           |                           |                           |  |  |                |        |
|  | Masoud Hashemzadeh | 3                  |                |             |                           |                           |  |  |                |        |
|  | Masoud Hashemzadeh | 3                  | Ramaz Nozadze  | 1           |                           |                           |  |  |                |        |
|  | 25 agosto 2004     |                    | Ramaz Nozadze  | 1           |                           |                           |  |  |                |        |
|  |                    | Karam Gaber        | 12             |             |                           |                           |  |  |                |        |
|  | Mehmet Özal        | Karam Gaber        | 12             | 4           |                           |                           |  |  |                |        |
|  | Mehmet Özal        | 26 agosto 2004     |                | 4           |                           |                           |  |  |                |        |
|  | Ernesto Peña       | 1                  |                |             |                           |                           |  |  |                |        |
|  | Ernesto Peña       | 1                  | Mehmet Özal    | 0           | Finale per il terzo posto | Finale per il terzo posto |  |  |                |        |
|  | 25 agosto 2004     |                    | Mehmet Özal    | 0           | Finale per il terzo posto | Finale per il terzo posto |  |  |                |        |
|  |                    | Karam Gaber        | 11             |             |                           |                           |  |  |                |        |
|  | Karam Gaber        | Karam Gaber        | 11             |             | Masoud Hashemzadeh        | 2, SQ                     |  |  |                |        |
|  | Karam Gaber        |                    |                |             | Masoud Hashemzadeh        | 2, SQ                     |  |  |                |        |
|  | bye                |                    |                | Mehmet Özal | 3                         |                           |  |  |                |        |
|  | bye                |                    |                | Mehmet Özal | 3                         |                           |  |  |                |        |
|  |                    |                    |                |             |                           |                           |  |  | 26 agosto 2004 |        |
|  |                    |                    |                |             |                           |                           |  |  |                |        |